# نانسي جين دين

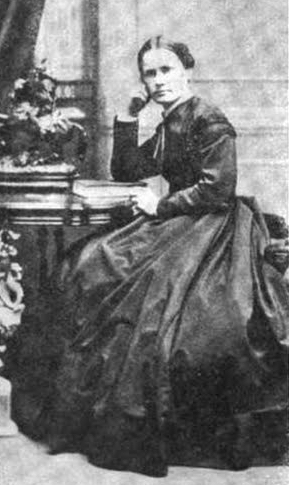
نانسي جين "جيني" دين، من منشور يعود لعام 1911.

نانسي جين دين (8 نيسان 1837 - 5 آذار 1926)، وعادة ما يشار لها باسم «جيني دين» هي معلمة ومبشرة مشيخية أمريكية خدمت لصالح مذهب النسطورية في إيران. كانت مديرة مدرسة فيسكي وهي مدرسة داخلية للبنات في أرومية.

## حياتها المبكرة
ولدت نانسي جين دين في مزرعة عائلتها في بلدة ليفونيا بالقرب من بلايموث (ميشيغان)، وهي أصغر 13 ابناً لغابرييل دين وليديا برادنير دين. وكلا الوالدين من مواليد ولاية نيويورك. تدرّب لتصبح معلمة في مدرسة ولاية ميشيغان العادية في يبسيلانتي وتخرجت منها عام 1860.

## المهنة
عملت دين معلمة مدرسة في ميشيغان لمدة ست سنوات.
أنشأت «فيديليا فيسك» خريجة «مدرسة جبل هوليوك» مدرسة داخلية للبنات في أورمية عام 1843 لتعليم الفتيات المسيحيات النسطوريات وتدريب المعلمات. غادرت فيسك المدرسة وبلاد فارس كلها لأسباب صحية عام 1858، حيث أعيد تسمية المدرسة على اسمها بعد رحيلها. وصلت نانسي جين دين إلى أومية لتدريس في المدرسة عام 1868، وأصبحت مديرة المدرسة. ثم أخذت إجازة بين عامي 1875 و1878، وتحدّثت إلى مجموعات الكنيسة عن عملها. عام 1890، ذكرت تبشيرية أرمية أن «الآنسة دين، الموظفة المخلصة لمدة 22 عاماً، قد انهارت تماماً، إلا أنها لم تستسلم تماماً، وأن وجودها وخبرتها وروحانيتها ذات تأثير لا يوصف على بنات المدرسة الداخلية.»
غادرت نانسي جين دين البعثة عام 1892 في حالة صحية سيئة. "وقد ذكر في أحد التقارير بأن حضورها وتأثيرها سيفتقدان. عند مغادرتها، وقبل وصولها إلى تبريز، اعتدى مخربون على قطار الشحن الذي كانت تنقل فيه ممتلكاتها وأخذ بعضها. عادت لفترة وجيزة لبلاد فارس عام 1899، قبل تقاعدها الدائم عام 1904.
أثناء التقاعد، استمرت نانسي دين في إلقاء المحاضرات عن فارس والعمل في المجموعات المشيخية النسوية. عام 1920 وعام 1923، كانت ضيفة شرف في اجتماعات الجمعية التبشرية للمرأة في كنيسة ديترويت.

## حياتها الشخصية
توفيت نانسي جين دين في ديترويت عام 1926، وكان عمرها 88 عاماً.

## وصلات خارجية
- نانسي جين دين على موقع فايند أغريف
- Matthew Mark Davis, "Evangelizing the Orient: American Missionaries in Iran, 1890-1940" (Ph.D. dissertation, Ohio State University 2001).